# Gare du Nord (prémétro de Bruxelles)
Pour les articles homonymes, voir Gare du Nord.
Gare du Nord (en néerlandais : Noordstation) est une station du prémétro de Bruxelles desservie par les lignes 4, 10, 25 et 55 du tramway de Bruxelles située à Bruxelles, sur la commune de Schaerbeek.

## Situation
La station est située au niveau -2 de la gare de Bruxelles-Nord.
Extrémité nord de l'axe nord-sud du prémétro de Bruxelles, elle est située :
- entre les stations Thomas et Rogier des lignes 10, 25 et 55 du tramway de Bruxelles ;
- elle constitue le terminus nord, précédé de la station Rogier, de la 4 du tramway de Bruxelles.

## Histoire
Cette station a été ouverte au public le 4 octobre 1976 et forme la fin de la ligne de prémétro. 
En 2013, les quais ont fait l'objet d'une rénovation confiée à GS3 architectes associés.
La ligne 10 du tramway de Bruxelles entre Hôpital militaire (Neder-Over-Heembeek) et Rogier (Bruxelles) remplace le tram 3 en septembre 2024.

## Service aux voyageurs

### Accès
La station compte six accès non-numérotés et imbriqués pour partie avec ceux donnant accès à la gare.
Depuis la gare, il est possible d'accéder à la station par l'escalier ou par escalator de chaque côté du quai. Au nord de la gare, le long de la rue du Progrès se situe la sortie du tunnel du prémétro où continue la ligne en surface, après avoir passé l'arrêt Thomas.

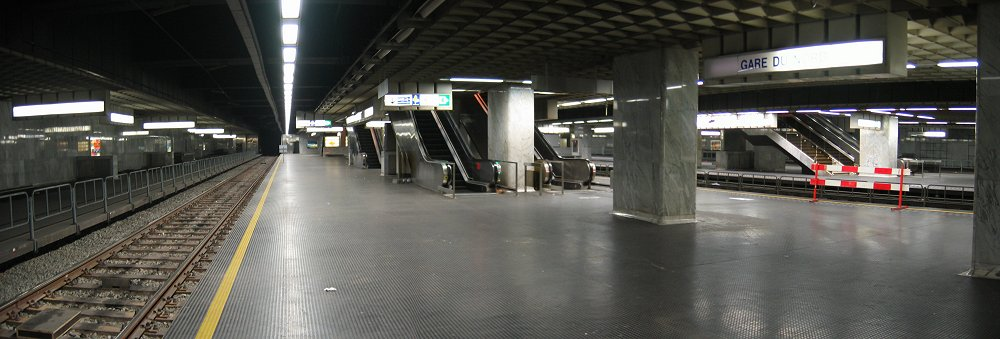
Photo panoramique de la station de prémétro en 2007.
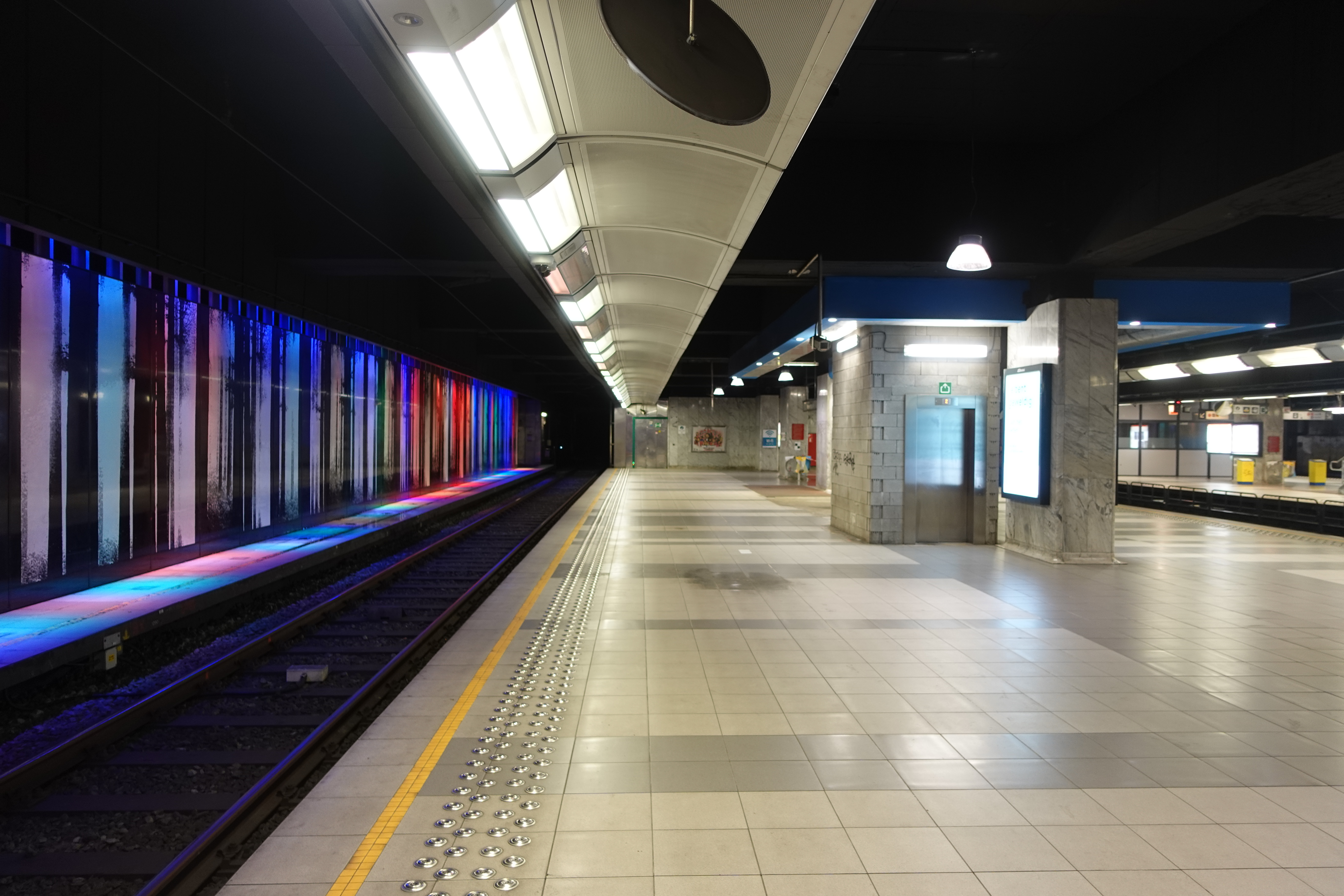
Quai en 2024.
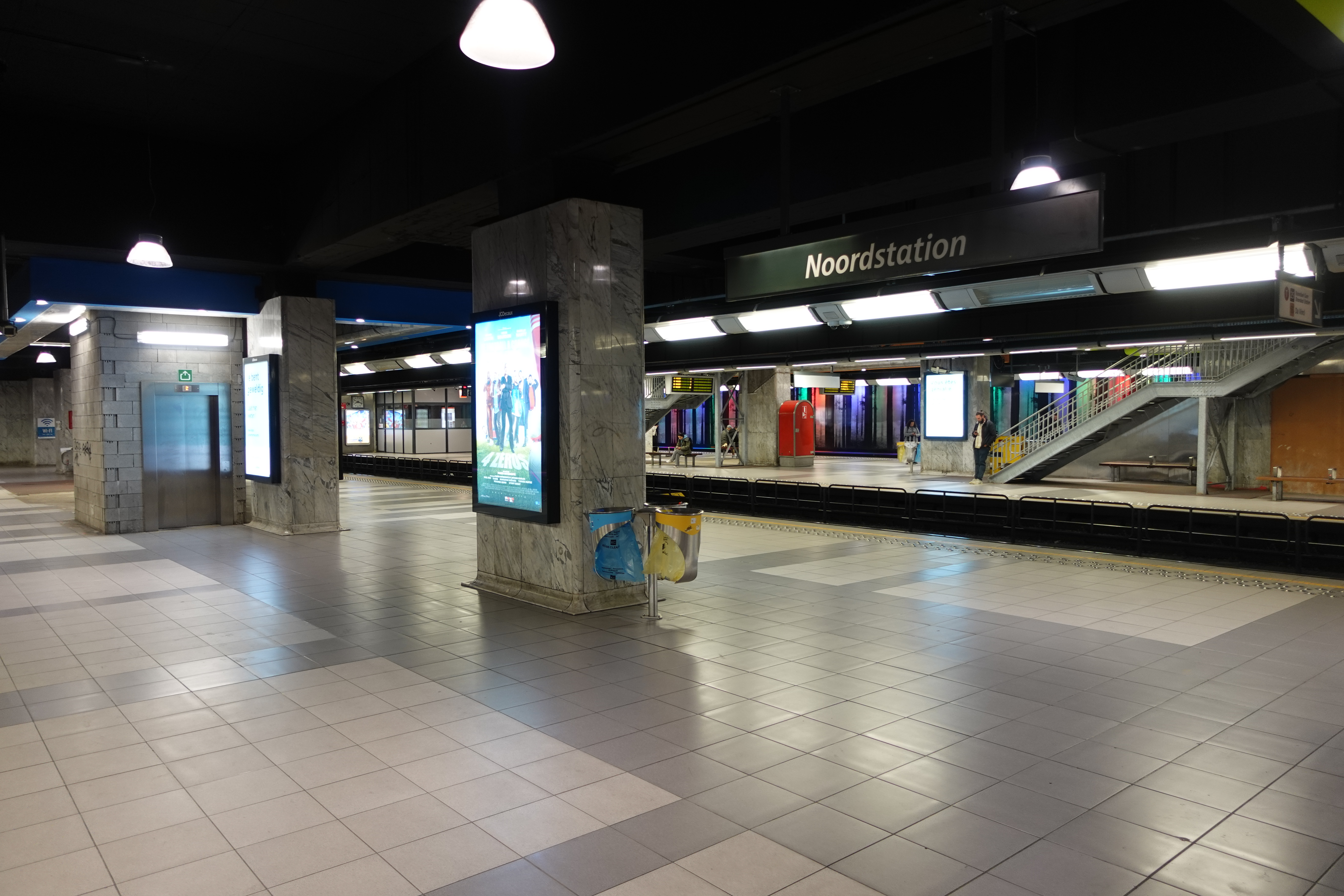
Au centre, les voies des trams 25 et 55.

### Quais
La station est de conception particulière puisque constituée de quatre vois, deux quais latéraux et deux quais centraux :
- Les deux voies latérales servent aux lignes 4 et 10, continuant ensuite vers la gare du Midi ;
- Les deux voies centrales sont prévues pour les lignes 25 et 55, dont le terminus se trouve à Rogier, en surplomb des trams 4 et 10.

Cette configuration permet des correspondances quai-à-quai.

### Intermodalité
La station est en correspondance avec la gare de Bruxelles-Nord desservie par les lignes S1, S2, S3, S6, S8 et S10 du RER bruxellois ainsi que des trains à plus longue distance (IC, P, ICE, Benelux, Nightjet).
Tout comme la gare, elle fait partie du complexe dénommé Centre de Communication Nord.
En outre, elle est desservie par les lignes 14, 20, 58, 61 et 88 des autobus de Bruxelles, par les lignes de bus R14, R15, R29, R30, R31, R40, R41, R45, R50, R60, R90, X60, 126, 127, 128, 270, 271, 272, 318, 410, 470 et 714 du réseau De Lijn.

## À proximité
- Quartier Nord
- Centre de Communication Nord

## Projet
La station sera modifiée pour devenir une station de la ligne 3 du métro de Bruxelles qui, en 2025, va succéder à l'axe nord-sud du prémétro : deux des quatre voies seront abaissées de plusieurs dizaines de centimètres pour être réaffectées au métro tout en maintenant les correspondances quai-à-quai entre métros et trams tandis qu'un tunnel de 150 mètres sera construit sous la gare pour servir dans un premier temps d'arrière-gare à la station, qui fera office de terminus temporaire, puis permettra de rejoindre le nouveau tronçon vers Bordet. Cependant à la suite de la découverte d'une nappe phréatique perchée sous le gril de la gare du Nord, le projet à été mis sur pause par le gouvernement en affaire courante et reste encore à ce jour en attente.